# Fontaine-Milon

Fontaine-Milon este o comună în departamentul Maine-et-Loire, Franța. În 2009 avea o populație de 446 de locuitori.